# 1997 في تشيلي
فيما يلي قوائم الأحداث التي وقعت خلال عام 1997 في تشيلي.

## رياضة
- 1 يناير – الدوري التشيلي لكرة القدم 1997 الفائز نادي أونيفرسيداد كاتوليكا.

## مواليد

### يناير
- 11 يناير – سيزار غونزاليس لاعب كرة قدم تشيلي.
- 22 يناير – بلن سوتو ممثلة تشيلية.
- 23 يناير – نوزومي كيمورا
- 26 يناير – جيمي مارتينيز لاعب كرة قدم تشيلي.

### فبراير
- 21 فبراير – كارلوس لوبوس لاعب كرة قدم تشيلي.

### مارس
- 3 مارس – جايمي كارينيو لاعب كرة قدم تشيلي.
- 10 ديسمبر – مارسيلو توماس باريوس فيرا لاعب كرة مضرب تشيلي.
- 17 مارس – بابلو أرانغويز لاعب كرة قدم تشيلي.

### أبريل
- 28 أبريل – أدولفو أوفاللي لاعب كرة قدم تشيلي.

### مايو
- 1 مايو – نيكولاس راميريز أغيليرا لاعب كرة قدم تشيلي.

### يونيو
- 24 يونيو – خوسيه لويس سييرا كابريرا لاعب كرة قدم تشيلي.

### يوليو
- 7 يوليو – أنطونيا إبراهام

### أغسطس
- 9 أغسطس – غابريال سوازو

### سبتمبر
- 15 سبتمبر – جيسن فارغاس لاعب كرة قدم تشيلي.
- 23 سبتمبر – فيليبي فريتز لاعب كرة قدم تشيلي.

### نوفمبر
- 4 نوفمبر – فيكتور دافيلا لاعب كرة قدم تشيلي.

### ديسمبر
- 10 ديسمبر – مارسيلو توماس باريوس فيرا لاعب كرة مضرب تشيلي.

## وفيات

### مارس
- 28 مارس – كارلوس رويز فاولر (مواليد 1916) جيولوجي تشيلي.

### أبريل
- 6 أبريل – روزيتا سيرانو (مواليد 1914)

### يونيو
- 9 يونيو – إسماعيل هويرتا (مواليد 1916) دبلوماسي تشيلي.

### يوليو
- 7 يوليو – لويس أغيري بينتو (مواليد 1907) ملحن تشيلي.

### أغسطس
- 25 أغسطس – كلودوميرو ألميدا (مواليد 1923) سياسي تشيلي.

### سبتمبر
- 25 سبتمبر – غويلرمو دياز (مواليد 1930) لاعب كرة قدم تشيلي.